# Lažljivi život odraslih (televizijska serija)
Lažljivi život odraslih talijanska je televizijska serija redatelja Edoarda De Angelisa, temeljena je prema istoimenom romanu Elene Ferrante i distribuirana na međunarodnoj razini na Netflixu od 4. siječnja 2023.

## Radnja
Devedesetih godina u Napulju, drska i hrabra teta Vittoria pomaže svojoj zaštićenoj nećakinji da doživi drugu stranu grada, uznemiravajući stroge roditelje tinejdžera.

## Glumačka postava
- Giordana Marengo kao Giovanna
- Alessandro Preziosi kao Andrea
- Pina Turco kao Nella
- Raffaella Rea kao Costanza
- Biagio Forestieri kao Mariano
- Valeria Golino kao Vittoria
- Giuseppe Brunetti kao Corrado
- Giovanni Buselli kao Roberto
- Susy Del Giudice kao Margherita
- Rosella Gamba kao Angela
- Azzurra Mennella kao Ida
- Adriano Pantaleo kao Rosario
- Maria Vera Ratti kao Giuliana
- Gianluca Spagnoli kao Tonino

## Snimanje
Snimanja serije započela su u listopadu 2021., a završena u ožujku 2022. Lokacije na kojima se snimalo, su Napulj (različita mjesta gornjeg i donjeg dio grada) i Milano.